# Kel Marubi
Mikel Kodheli, meglio noto come Kel Marubi (Scutari, 1870 – Scutari, 13 marzo 1940), è stato un fotografo albanese.

## Biografia
Nacque a Scutari, parte dell'Impero ottomano, nel 1870 ed ebbe almeno un fratello maggiore, Mati, nato nel 1862 e morto in giovane età nel 1881; il padre, Rrok Kodheli, era un giardiniere e lavorava per conto di Pietro Marubi, fotografo italiano esiliatosi in Albania che aveva fondato a Scutari il primo studio fotografico dell'Albania nel 1856, lo studio Driteshkronje.
Appena quindicenne divenne assistente di Marubi dopo un apprendistato presso lo studio di Guglielmo Sebastianutti a Trieste e dopo la morte del maestro nel 1903, Kodheli ne ereditò il cognome e portò avanti l'attività dello studio. Nell'arco della sua carriera di fotografo ha ritratto numerose personalità politiche albanesi ma anche persone comuni e luoghi, venendo inoltre chiamato a fotografare la famiglia reale del Montenegro. Con la sua attività fotografica contribuì alla costruzione dell'identità nazionale albanese nell'ambito del Rinascimento albanese che portò all'indipendenza della nazione dall'Impero ottomano.
Ebbe almeno un figlio, Grigor (soprannominato Gegë), anch'egli fotografo, che nel 1970 donò al governo albanese l'intero archivio di negativi di famiglia, poi raccolto nel Museo Marubi.